# Spaceflight Systems
Spaceflight Systems ist ein Raumfahrtunternehmen, das Dienstleistungen für militärische, zivile und kommerzielle Kunden anbietet. Das Unternehmen wurde 1996 als Andrews Space gegründet und hatte seinen Sitz in Seattle, Washington. Das Unternehmen wurde von Spaceflight Industries übernommen und in Spaceflight Systems umbenannt.

## Projekte
Andrews Space begann zahlreiche Projekte, von denen nur wenige erfolgreich waren.
- Kistler K-1 – eine komplett wiederverwendbare Trägerrakete
- Air Collection and Enrichment System (ACES) – beabsichtigt, flüssigen Sauerstoff im Flug aus der Atmosphäre zu erzeugen, um ihn als Treibstoff zu nutzen
- Gryphon RLV vehicle – horizontaler Start, horizontale Landung (HTHL) Raumfahrzeug
- MicroX, Mikrosatellit
- NASA Cislunar Flight Experiment
- Andrews Cargo Module – Unbemannte Frachtlogistik-System und Kandidat für die NASA COTS

Andrews Space wurde als einer von sechs Finalisten für Commercial Orbital Transportation Services der NASA (COTS)-Programm ausgewählt, obwohl sie keine Förderung erhielten. Im November 2010 wurde Andrews Space von der NASA zur Prüfung auf mögliche Vergaben für Schwergut-Trägerrakete Anlagenkonzepte und Antriebstechniken ausgewählt.